# Chungsong-Brücke
Die Chungsong-Brücke ist eine Straßenbrücke in der nordkoreanischen Hauptstadt Pjöngjang. Sie verbindet den Stadtbezirk P’yŏngch’ŏn-guyŏk mit den Ortsteilen Nakrang-dong und Chungsong-dong über die Chollima-Straße mit dem Stadtbezirk Rakrang-guyŏk und der Pjöngjang-Kaesŏng-Schnellstraße. Sie ist die westlichst gelegene der sechs Brücken die in Pjöngjang über den Taedong-gang führen. Die Brücke wurde im Jahr 1983 fertiggestellt.

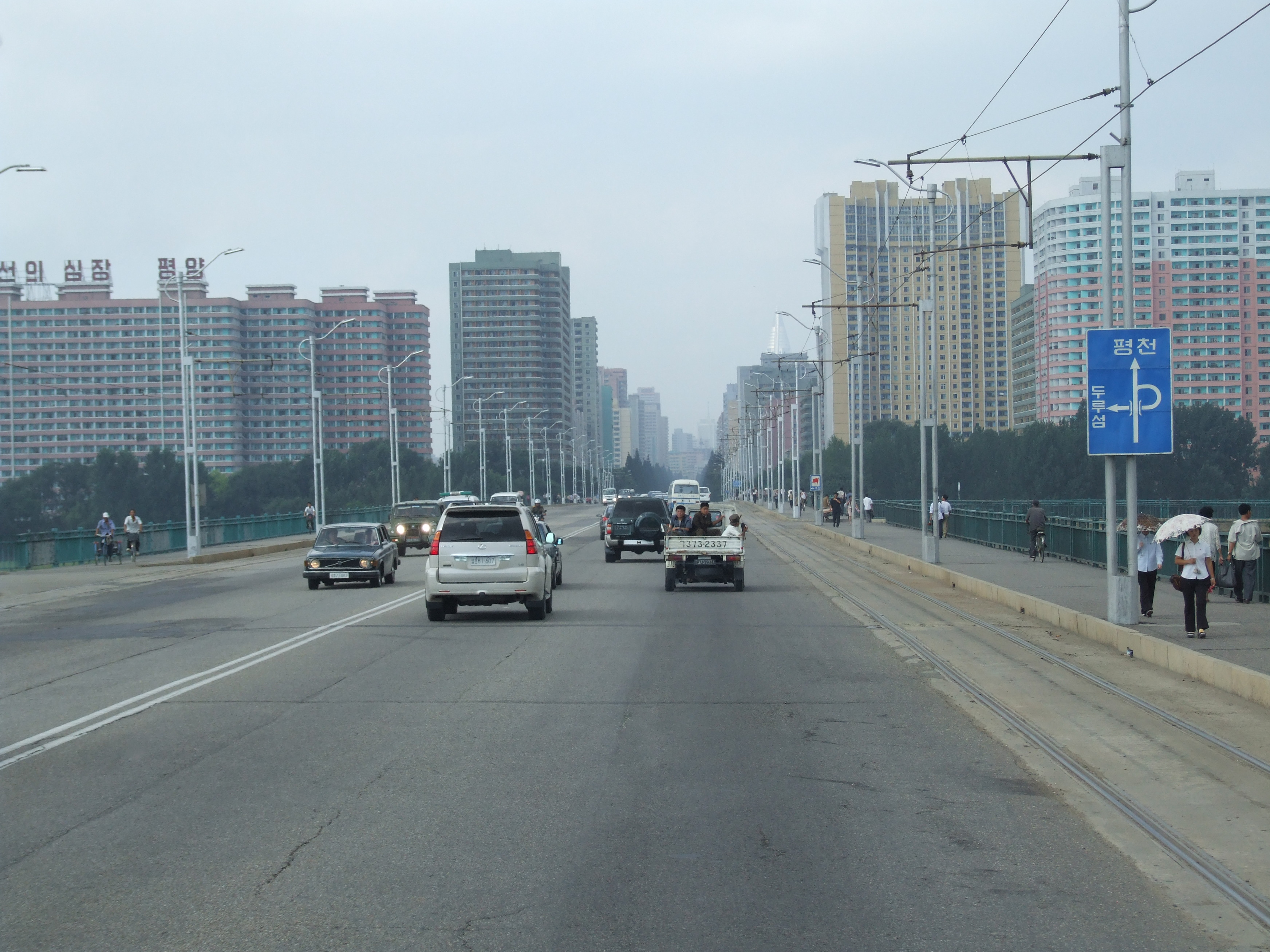
Verkehr auf der Chungsong-Brücke

Die Brücke besitzt zwei Spuren in jede Fahrtrichtung und eine Gleisspur für die Straßenbahn. Auf beiden Seiten befindet sich ein Fußgängerweg. Sie besitzt eine Zufahrt zur Insel Ssuk-sŏm, wo sich die Historische Revolutionäre Gedenkstätte Ssuk-sŏm und der 2016 eröffnete Palast der Wissenschaft und Technik befinden. Weiterhin verkehrt dorthin eine Linie des Oberleitungsbus Pjöngjang. Ihrem Verlauf nach Süden folgend führt die Straße direkt auf das Denkmal für die Wiedervereinigung zu und bietet Anschluss zur Tongil-Straße.